# Christine Bleakley
Christine Louise Lampard, née Bleakley le 2 février 1979, est une animatrice de télévision nord-irlandaise, connue pour son travail sur BBC et ITV.
Elle a présenté diverses émissions avec Adrian Chiles (en) telles que The One Show (2007–2010) et Daybreak (2010–2011). Elle a également présenté Dancing on Ice (2012–2014) et This Morning (2013–2015) avec Phillip Schofield (en),. Elle a également présenté des documentaires pour ITV comprenant Off The Beaten Track (2013) et Wild Ireland (2015).

## Biographie

### Jeunesse
Christine Bleakley est née au Daisy Hill Hospital à Newry en Irlande du Nord et a grandi à Newtownards dans le comté de Down. Elle a une sœur cadette, Nicola.
Elle commence sa carrière télévisuelle comme coursière et se forme pour devenir chef de plateau tout en étudiant pour passer ses A-levels à la Bloomfield Collegiate School de Ballyhackamore (Belfast). Elle continue à travailler pour BBC Northern Ireland tout en étudiant les sciences politiques à la Queen's University Belfast. Elle ne termine cependant pas son cursus, optant à la place pour un travail à temps plein à la télévision.

### Carrière

#### BBC
Christine Bleakley commence sa carrière à la télévision sur BBC Northern Ireland, présentant une large variété d'émissions. Une de ses émissions s'appelle alors Sky High, émission au cours de laquelle elle parcourt en hélicoptère l'Irlande du Nord en 2004. Un divertissement hebdomadaire nommé First Stop suit, et elle présente Would You Pass The 11+,. Elle assure également la couverture du téléthon Children in Need pour BBC Northern Ireland. Elle prend aussi part à l'émission culinaire Spill the Beans.
Hors d'Irlande du Nord, elle co-anime l'émission Let Me Entertain You sur BBC Two avec Brian Conley. En juillet 2007, elle devient co-animatrice de The One Show sur BBC One, en remplacement de Myleene Klass. Christine Bleakley et Adrian Chiles présentent l'émission durant trois années. Le 20 janvier 2010, le comédien Patrick Kielty, alors invité de The One Show, divulgue en direct le numéro de téléphone portable de l'animatrice, afin de prouver qu'il avait celui-ci pour célébrer leur anniversaire respectif. Durant les cinq minutes suivant l'erreur du comédien, l'animatrice a reçu un nombre important d'appels et de messages texte ou vocaux, l'obligeant à changer de numéro.
En octobre 2009, elle co-présente les Teaching Awards aux côtés de Jeremy Vine sur BBC Two. En mars 2010, elle co-anime une séquence du téléthon Sport Relief avec Gary Lineker.
Lorsqu'Adrian Chiles quitte la BBC en 2010, il y a eu de nombreuses spéculations concernant la prolongation du contrat de Christine Bleakley auprès de la BBC ou son départ pour ITV. Après la spéculation, elle quitte aussi The One Show pour rejoindre ITV et la co-animation de Daybreak, faisant le même trajet qu'Adrian Chiles. Des questions ont même été soulevées au Parlement britannique quant au montant de 900 000 £ par an proposé pour le contrat de deux ans chez la BBC. Le 20 juin 2010, peu de temps après qu'elle a renvoyé son manager de longue date et qu'elle a signé avec la société de management d'Adrian Chiles, la BBC annonce avoir retiré son offre de prolongation de contrat. Plus tard ce même jour, ITV (propriétaire de GMTV) annonce qu'elle fera de nouveau équipe avec Adrian Chiles lors de l'animation de l'émission matinale remaniée, et qu'elle présentera aussi d'autres émissions de divertissement. Le 8 juillet 2010, la BBC confirme que Christine Bleakley ne rempilera pas à la présentation de The One Show après le retour de l'émission le 12 juillet à la suite du break estival consécutif à la Coupe du monde de football.

#### ITV
Christine Bleakley part pour ITV moins de trois heures après le retrait par la BBC de son offre d'un million de livres sterling pour la garder sur la chaîne. Elle signe un contrat de quatre ans chez ITV, d'une valeur de quatre millions de livres sterling.

« Je suis impatiente de tenter une toute nouvelle expérience à ITV quoiqu'avec un vieil ami. Et ce sera excitant de travailler à nouveau aux côtés de Peter Fincham, qui m'avait aimablement offert une opportunité dans The One Show. J'ai été déchirée entre travailler avec Adrian Chiles et rester à la BBC. »

Le 6 septembre 2010, Elle rejoint Adrian Chiles à la présentation de Daybreak d'ITV Breakfast. Le programme reçoit des retours mitigés et de faibles courbes d'audience lors de ses premières semaines de diffusion, et Christine Bleakley est elle-même la cible des critiques. Le 18 novembre 2011, Christine Bleakley et Adrian Chiles sont remplacés par Dan Lobb et Kate Garraway. En septembre 2012, ils sont remplacés par Aled Jones et Lorraine Kelly.
Depuis 2011, Christine Bleakley co-anime le téléthon de Noël d'ITV, Text Santa (en). En 2011, 2014 et 2015, elle co-anime l'appel aux dons aux côtés de Phillip Schofield, et avec Paddy McGuinness en 2012 et 2013.
Elle a animé de nombreuses émissions spéciales pour ITV, incluant Simply Red: For the Last Time en 2010, Duran Duran: One Night Only en 2011 et Michael Flatley: A Night to Remember en 2014.
Lors du Boxing Day en 2012, elle présente That Dog Can Dance.
En 2011, Christine Bleakley devient la co-animatrice de Dancing on Ice aux côtés de Phillip Schofield, en remplacement de Holly Willoughby qui rejoint The Voice UK. Elle présente l'émission pendant trois saisons, de 2012 à 2014, jusqu'à l'arrêt de celle-ci au terme de la neuvième saison.
Pour chaque épisode de Dancing on Ice, elle est rémunérée à hauteur de 24 163 £. À cette époque, elle est alors l'animatrice de télévision la mieux payée, gagnant enviton 400 £ par minute,.
Le 11 mai 2011, elle présente The National Movie Awards.
Le 1er novembre 2013, elle commence la présentation d'Off The Beaten Track. Le 3 mars 2014, l'émission est supprimée, en dépit de bonnes audiences. À la suite de cette annonce, un porte-parole de la chaîne déclare : « Nous examinons plusieurs autres projets de collaboration avec Christine, qui conserve une place importante dans l'équipe de présentateurs d'ITV. »
Christine Bleakley a fréquemment co-animé This Morning, remplaçant Phillip Schofield ou Holly Willoughby dès qu'un de ceux-ci était absent,,.
Le 23 décembre 2014, elle co-présente le documentaire Roman Britain From the Air avec Michael Scott,. Le 27 décembre 2014, elle présente l'émission spéciale magie Darcy Oake: Edge of Reality et assiste Darcy Oake lors de deux illusions, d'abord en apparaissant sur une énorme moto et en étant ensuite sciée en deux lors du Clearly Impossible.
Au printemps 2015, elle anime la série de documentaires en six parties intitulée Wild Ireland, présentant son périple à travers la côte sauvage d'Irlande et dont la diffusion commence le 13 avril 2015,.

#### Strictly Come Dancing
En 2008, Christine Bleakley participe à la sixième saison de Strictly Come Dancing, lors de laquelle elle a pour partenaire le danseur professionnel Matthew Cutler. Le duo est éliminé le 30 novembre 2008, terminant la compétition à la cinquième place, après que Rachel Stevens et son partenaire Vincent Simone les ont battus.
| Semaine | Danse/Chanson                         | Scores              | Scores           | Scores          | Scores             | Scores | Résultats |
| Semaine | Danse/Chanson                         | Craig Revel Horwood | Len Goodman (en) | Arlene Phillips | Bruno Tonioli (en) | Total  | Résultats |
| 2       | Foxtrot / The Way You Look Tonight    | 6                   | 6                | 8               | 7                  | 27     | Sauvée    |
| 4       | Quickstep / She's So Lovely           | 6                   | 6                | 7               | 7                  | 26     | Sauvée    |
| 5       | Samba / Baila, Baila Conmigo          | 7                   | 7                | 8               | 8                  | 30     | Sauvée    |
| 6       | Paso doble / Fighter                  | 3                   | 6                | 7               | 6                  | 22     | Sauvée    |
| 7       | American Smooth / Singin' in the Rain | 7                   | 7                | 8               | 7                  | 29     | Sauvée    |
| 8       | Jive / Jailhouse Rock                 | 7                   | 8                | 8               | 8                  | 31     | Sauvée    |
| 9       | Waltz / See the Day                   | 8                   | 8                | 9               | 9                  | 34     | Sauvée    |
| 10      | Cha-cha-cha / I Like It Like That     | 6                   | 6                | 8               | 7                  | 27     | Sauvée    |
| 11      | Tango / Addicted to Love              | 6                   | 7                | 8               | 7                  | 28     | N/A       |
| 11      | Salsa / Cosmic Girl                   | 7                   | 7                | 8               | 8                  | 30     | Éliminée  |

#### Radio
Au début de sa carrière, Christine Bleakley travaille au Belfast Citybeat comme présentatrice de nouvelles et animatrice, collaborant avec Stephen Nolan.
De janvier à mars 2015, elle anime le dimanche après-midi un programme radiophonique intitulé Sunday Lunch de 15 h à 16 h sur Magic Radio,.

#### Film
Elle est la voix de la présentatrice de nouvelles dans le film Divorcing Jack en 1998 et a prêté sa voix au personnage de Sandra dans Le Voyage extraordinaire de Samy en 2010.

#### Autres médias
En 2010 et 2011, elle fait partie du jury lors des Pride of Britain Awards.
Le 20 mars 2010, elle fait ses débuts dans le stand-up lors du Channel 4's Comedy Gala, un concert de bienfaisance au profit du Great Ormond Street Children's Hospital, retransmis en direct depuis la O2 Arena de Londres.
En août 2014, elle devient la nouvelle ambassadrice des déodorants Soft n' Gentle.

## Récompenses
En novembre 2010, elle reçoit le titre de Top TV Host lors de l'édition 2010 des Cosmopolitan Ultimate Women of the Year Awards,.

## Vie privée
Christine Bleakley a fréquenté le joueur des Belfast Giants, Curtis Bowen, lors de ses débuts télévisuels. Après sa rupture avec Bowen en 2003, elle est sortie avec Christian Stokes, un restaurateur de Dublin, avec lequel elle s'est fiancée en 2004. Elle a ensuite fréquenté l'entrepreneur Mark Beirne pendant trois ans jusqu'à leur rupture en janvier 2009,.
En octobre 2009, après l'avoir rencontré aux Pride of Britain Awards, elle entame une relation avec le footballeur Frank Lampard,. Le couple s'est marié le 20 décembre 2015 à Knightsbridge. Par la suite, elle annonce avoir renoncé à son nom de jeune fille pour celui de son mari.

### Œuvres de charité
Christine Bleakley est ambassadrice d'Irlande du Nord pour The Prince's Trust.
En 2010, elle réalise un défi de ski nautique récoltant 1 321 623 £ pour Sport Relief. La même année, son co-animateur de The One Show, Adrian Chiles, se laisse pousser la barbe, laquelle sera ensuite rasée par Christine Bleakley pour Sport Relief, récoltant 60 000 £.
En 2012, Elle prend part à une course de cinq kilomètres à travers Blackheath pour le Cancer Research UK avec Heidi Range et Roxanne Pallett.
En 2014, elle devient ambassadrice de Sainsbury's Active Kids, qui encourage les enfants à pratiquer davantage d'exercices physiques à l'école.
Elle soutient également l'appel aux dons Text Santa et présente leur téléthon depuis 2011.

## Filmographie

### Télévision
| Année     | Titre                                | Rôle                   | Notes                                                        | Chaîne |
| --------- | ------------------------------------ | ---------------------- | ------------------------------------------------------------ | ------ |
| 2006–2007 | Let Me Entertain You                 | Co-animatrice          | Avec Brian Conley                                            | BBC    |
| 2007–2010 | The One Show                         | Co-animatrice          | Avec Adrian Chiles                                           | BBC    |
| 2009      | The Teaching Awards                  | Co-animatrice          | 1 épisode, avec Jeremy Vine                                  | BBC    |
| 2010–2011 | Daybreak                             | Co-animatrice          | Avec Adrian Chiles et Dan Lobb                               | ITV    |
| 2010      | Simply Red: For the Last Time        | Animatrice             | Émission spéciale                                            | ITV    |
| 2011      | Duran Duran: One Night Only          | Animatrice             | Émission spéciale                                            | ITV    |
| 2011      | National Movie Awards                | Animatrice             | 1 épisode                                                    | ITV    |
| 2011      | Westlife: For the Last Time          | Animatrice             | Émission spéciale                                            | ITV    |
| 2011—     | Text Santa                           | Co-animatrice          | Avec Phillip Schofield et Paddy McGuinness                   | ITV    |
| 2012–2014 | Dancing on Ice                       | Co-animatrice          | Avec Phillip Schofield                                       | ITV    |
| 2012      | This is Lionel Richie                | Animatrice             | Émission spéciale                                            | ITV    |
| 2012      | That Dog Can Dance                   | Animatrice             | Émission spéciale                                            | ITV    |
| 2013–2015 | This Morning                         | Animatrice remplaçante | En remplacement de l'animateur ou de l'animatrice absente    | ITV    |
| 2013      | Off The Beaten Track                 | Animatrice             | Série de documentaires diffusés en première partie de soirée | ITV    |
| 2014      | Michael Flatley: A Night to Remember | Animatrice             | Émission spéciale                                            | ITV    |
| 2014      | Spandau Ballet: True Gold            | Animatrice             | Émission spéciale                                            | ITV    |
| 2014      | Roman Britain From the Air           | Co-animatrice          | Émission spéciale, avec le Dr. Michael Scott                 | ITV    |
| 2014      | Darcy Oake: Edge of Reality          | Co-animatrice          | Émission spéciale                                            | ITV    |
| 2015      | Wild Ireland                         | Animatrice             | Série de documentaires diffusés en première partie de soirée | ITV    |

## Apparitions en tant qu'invitée
- Shooting Stars (26 août 2009)[65]
- Would I Lie to You? (7 septembre 2009)[66]
- Chris Moyles' Quiz Night (26 février 2010, 19 août 2011)
- Harry Hill's TV Burp (16 octobre 2010)
- Celebrity Juice (3 mars 2011, 9 février 2012, 26 septembre 2013)
- A League of Their Own (15 avril 2011, 25 mai 2012)
- Loose Women (4 janvier, 21 juin 2012, 8 novembre 2013, 7 mars 2014)
- The Alan Titchmarsh Show (17 janvier 2012, 21 janvier, 1 novembre 2013)
- Outnumbered: Sport Relief Special (23 mars 2012)
- Britain Unzipped (1 mai 2012)
- Mad Mad World (21 juillet 2012)
- 12 Again (9 novembre 2012)
- Alan Carr's New Year Specstacular (2012)
- Lorraine (4 mars 2013)
- I Love My Country (10 août 2013)
- Tricked (10 octobre 2013)
- The Jonathan Ross Show (19 octobre 2013)
- Sunday Side Up (24 novembre 2013)
- Backchat (18 décembre 2013)
- All Star Family Fortunes (29 décembre 2013)
- Ant & Dec's Saturday Night Takeaway (15, 22 mars 2014)[67]
- Through the Keyhole (20 septembre 2014)[68]
- Celebrity Squares (1 octobre 2014)[69]
- The Keith Lemon Sketch Show (19 février 2015)[70].
- Sunday Brunch (19 avril 2015)
- The Paul O'Grady Show (21 avril 2015)
- Play to the Whistle (2 mai 2015)[71]

### Film
| Année | Titre                            | Rôle                       | Notes           |
| ----- | -------------------------------- | -------------------------- | --------------- |
| 1998  | Divorcing Jack                   | Présentatrice de nouvelles | Voix uniquement |
| 2010  | Le Voyage extraordinaire de Samy | Sandra                     | Voix uniquement |

### Radio
| Année | Titre            | Rôle                       | Notes               |
| ----- | ---------------- | -------------------------- | ------------------- |
|       | Belfast Citybeat | Présentatrice de nouvelles | Avec Stephen Nolan  |
| 2015  | Sunday Lunch     | Animatrice                 | Dimanche après-midi |